# Cournil
Bernard Cournil foi um fabricante de veículos francês que inicialmente fazia melhorias nos veículos de outras pessoas, mas que progredira para produzir seus próprios veículos durante o final dos anos 1950. Os direitos para produzir os seus projetos de carro estiveram com uma sucessão de empresas em Portugal, depois que o criador francês desapareceu do cenário do mercado. O veículo construído também se chamava o Cournil, e foi concebido principalmente como um veículo todo-o-terreno especialmente adequado para uso agrícola: podia puxar um arado e era acompanhado por tomada de força, guindastes ou até mesmo suportes de metralhadora.

## O fundador
Bernard Cournil nasceu em Aurillac em abril de 1909. Era um engenheiro apaixonado e, quando jovem, foi bastante envolvido com os compagnonnage, antes de retornar ao seu Cantal natal, onde ele criou um negócio de oficina de automóveis que, no decorrer da Segunda Guerra Mundial e conforme o petróleo se tornava escasso, se especializou em converter carros para que pudessem utilizar madeira como combustível.

## História
Após a Guerra Bernard Cournil monta uma garagem em Aurillac, é o início da aventura Cournil que, ao início, adaptava o Jeep MB com tecto ao gosto dos agricultores.
Nos anos 50, Cournil decidiu criar a sua própria marca construindo modelos ao seu gosto,
inicia a construção de uma viatura chamada “Cournil”, Chassis
Os agricultores queriam um veículo robusto, por isso Bernarde construiu um chassis monobloco indestrutível, com as primeiras motorizações a diesel e carroçaria de Jeep Willys. Foi assim que nasceu o Cournil. Foi franco sucesso local, até 1970 saíram da sua oficina 1080 veículos 4x4. Esta primeira versão utiliza grande parte das peças de um Jeep Willis, incluindo o quadro.
1960 Nova carroçaria monobloco, de formas angulosas características: o Tracteur Cournil tipo JA1, equipado do diesel Hotchkiss dos tractores Fergusson
1964 Novo motor diesel (Leyland) - aumento de potência. Montagem de um eixo autoblocante (uma estreia na França)
1968 Criação de British-Leyland, que propõe à Cournil um diesel LAND ROVER. Equipa cinquenta JA2. Os outros recebem uma mecânica RICARDO (Massey Fergusson)
1970 Liquidação judiciária da empresa. O filho de Bernard, Alain COURNIL, retoma o projecto.
1971 Produção de cerca de 80 Cournil até 1977
1976 Associação com a sociedade Stemat (com sede em Decazeville) para tornar-se fornecedor dos exércitos e de bombeiros. Negociações com Gevarm, sucursal do grupo Gevelot, fabricando armas e munições, e UMM, Uniao Metalo Mecanica, sociedade portuguesa.
Depois com a crise petrolífera dos anos 70, bem como o aumento da concorrência deixaram-se de produzir e repartição da marca Cournil, vendendo-a dando origem à UMM e à Auverland